# Trương Trọng Cảnh
Trương Cơ (giản thể: 张机; phồn thể: 張機; bính âm: Zhāng Jī, sinh khoảng năm 150, mất khoảng năm 219) tự Trọng Cảnh (tiếng Trung: 仲景; bính âm: Zhōngjǐng) là một thầy thuốc Trung Quốc hoạt động vào cuối đời Đông Hán. Ông được coi là một trong những nhân vật quan trọng nhất của lịch sử Đông y, là một trong Mười vị thánh trong lịch sử Trung Quốc vì những đóng góp mang tính hệ thống về cả lý luận và thực nghiệm.
Tác phẩm quan trọng nhất của ông, Thương hàn tạp bệnh luận, tuy đã thất lạc trong giai đoạn Tam Quốc nhưng sau đó đã được tổng hợp lại thành hai tập sách Thương hàn luận và Kim quỹ yếu lược, đây là hai trong bốn bộ sách quan trọng nhất của Đông y.

## Tiểu sử
Tuy là thầy thuốc danh tiếng bậc nhất trong lịch sử Trung Quốc, tiểu sử của Trương Trọng Cảnh lại ít được biết tới, trong sách Hậu Hán thư cũng không dẫn truyện về ông. Có tài liệu cho rằng ông sinh tại Nam Dương, Hà Nam, sau đó giữ một chức quan ở Trường Sa, Hồ Nam và sống trong khoảng thời gian từ năm 150 tới 219 tức là giai đoạn cuối thời nhà Hán. Cho đến nay người ta vẫn còn tranh cãi về ngày sinh, ngày mất chính xác của Trương Trọng Cảnh nhưng ông thường được cho là mất trước năm 220.
Sống và làm việc trong thời tao loạn cuối nhà Hán, Trương Trọng Cảnh đã tập hợp các tài liệu y học cổ như Tố vấn, Cửu quyển, Bát thập nhất nạn, Âm dương đại luận, Đài lư dược lục, Bình mạch biện chứng và kinh nghiệm cá nhân để viết ra tác phẩm y học xuất sắc Thương hàn tạp bệnh luận (tiếng Trung: 傷寒雜病論; bính âm: Shānghán Zábìng Lùn) gồm 16 quyển. Tác phẩm này sau đó đã bị thất lạc trong thời Tam Quốc nhưng được người đời thu thập lại trong hai tập sách có tên Thương hàn luận (傷寒論) và Kim quỹ yếu lược (金櫃要略). Hai tập sách này cùng với Hoàng Đế nội kinh của Hoàng Đế và Nạn kinh của Biển Thước được coi là bốn bộ sách quan trọng nhất của Đông y (Nội nạn thương kim). Cho tới nay cả Thương hàn luận và Kim quỹ yếu lược đều đã được sửa đổi nhiều lần.
Những đóng góp mang tính cơ sở của Trương Trọng Cảnh khiến ông được xưng tụng là "Thánh y" (医圣) của Đông y.